# Guécélard
Guécélard település Franciaországban, Sarthe megyében. Lakosainak száma 3200 fő (2022. január 1.). Guécélard Spay, Yvré-le-Pôlin, Fillé, Moncé-en-Belin, Parigné-le-Pôlin és Roézé-sur-Sarthe községekkel határos.

## Népesség
A település népességének változása:
| Lakosok száma | 2895 | 2976 | 3066 | 3019 | 3062 | 3092 | 3144 | 3172 | 3200 |
|               | 2013 | 2015 | 2016 | 2017 | 2018 | 2019 | 2020 | 2021 | 2022 |